# Podio (deporte)

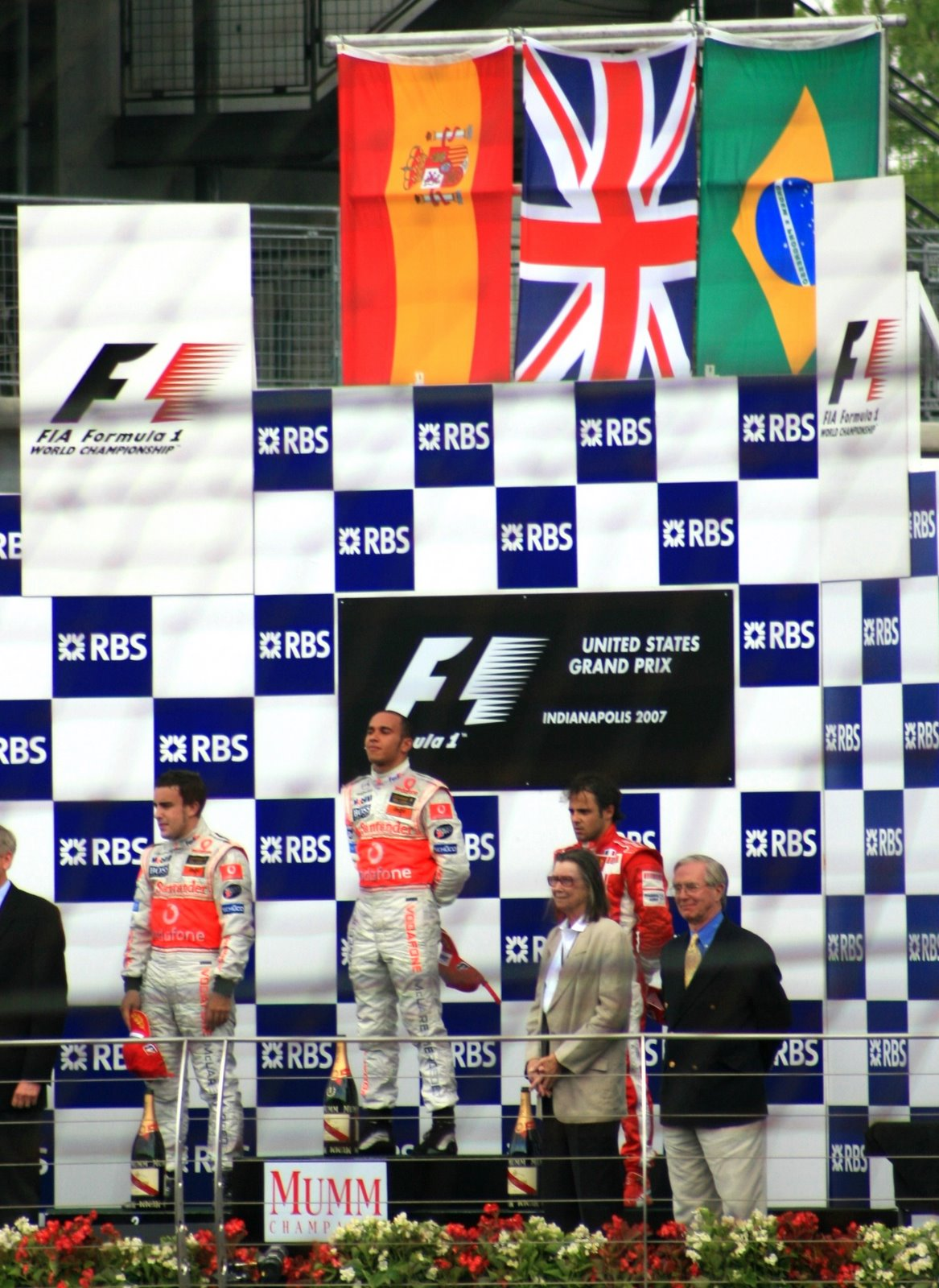
El podio en una prueba de la Fórmula 1.

Podio o pódium es una plataforma que se utiliza en diversos deportes para la entrega de los premios y trofeos a los vencedores de una prueba. El podio puede tener diversas formas, pero básicamente se compone de tres escalones sobre los que se sitúan los premiados, situándose el tercero a la izquierda, el segundo a la derecha y el ganador al centro.
El podio es muy utilizado en los deportes de motor, pero también en el atletismo, en los Juegos Olímpicos, y en prácticamente todas las disciplinas deportivas.

## Premios y trofeos

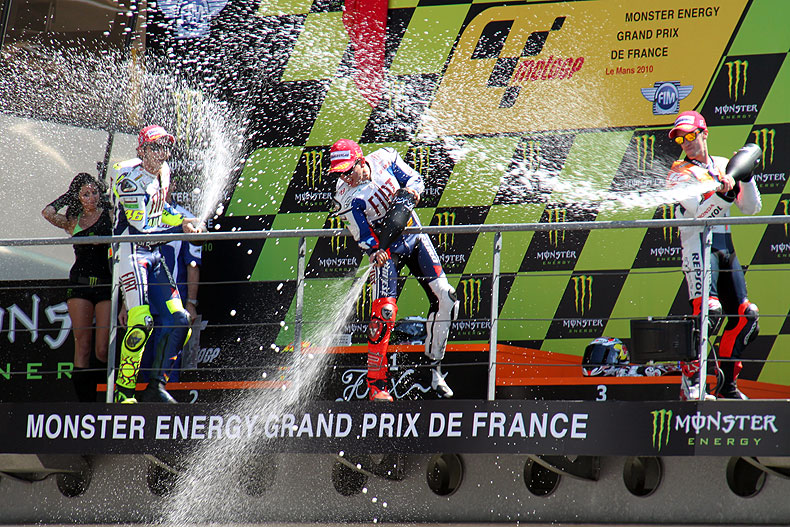
Vencedores de una prueba de motociclismo con el clásico champán.

En el podio, los premios que se entregan a los vencedores de una prueba varían según la disciplina: un ramo de flores y una medalla en algunos o una copa y una botella de champán en otros, generalmente en pruebas automovilísticas. 
Las medallas que se entregan son:
- Oro: 1.er clasificado.
- Plata: 2.º clasificado.
- Bronce: 3.er clasificado.

Lo que es común es la audición del himno nacional del vencedor al mismo tiempo que se izan las banderas de los tres ganadores.
El uso de una botella de champán en los podios se debe a la carrera Pekín - París, organizada en 1907, cuando, como único premio, los ganadores recibieron una botella de champán.